# 哈里森·佩頓
哈里森·西奧多·佩頓（英語：Harrison Theodore Paton；/ˈhæɹəsən ˈθioʊdɔ˞ ˈpʰeɪtən/；1998年5月23日—）是一名加拿大足球員，司職中場。

## 生平

### 俱樂部生涯
佩頓於2017年簽約加盟哈茨，不久後被租借到史丹侯斯姆。2018年，在協助史丹侯斯姆衝擊第三級聯賽成功後，佩頓加盟蘇超球隊罗斯郡。佩頓在2017-2018賽季上半程以租借形式重返史丹侯斯姆，下半程才開始在羅斯郡站穩腳跟。

### 國家隊生涯
佩頓於2015年入選加拿大U-17男足大名單，隨隊出征當年中北美洲U-17錦標賽，並在六場比賽中上陣。
2021年，佩頓曾入選加拿大國奧男足的奧預賽大名單，但羅斯郡拒絕讓他前往墨西哥參賽。同年7月，佩頓入選加拿大男足出征2021年中北美金盃的大名單 ，但並未上陣。